# فرخران
فرخران هي قرية في مقاطعة ورزقان، إيران. عدد سكان هذه القرية هو 341 في سنة 2006.